# Hijo mío
Hijo Mío (My Son, My Son!) es un drama de 1940 dirigido por Charles Vidor. John DuCasse Schulze fue nominado al premio de la Academia por Mejor Dirección Artística.

## Argumento
Brian Aherne es Essex, un hombre hecho a sí mismo, que está decidido a dar a su hijo la educación que él nunca pudo tener. Su hijo Oliver (Louis Hayward), acaba siendo un joven malcriado y caprichoso y solo causa dolor a todos los que le quieren. Essex conoce a Livia (Madeleine Carroll), una artista y se enamora de ella. Oliver, ya un joven universitario, también se enamora de Livia. Sin embargo, Livia decide casarse con Essex, porque cree que el amor de Oliver es un capricho de juventud. Oliver marcha para servir en la 1ª Guerra Mundial. Su historial militar es heroico y cuando puede ver de nuevo a su padre le cuenta lo arrepentido que está de como ha llevado su vida y le promete convertirse en una nueva persona. Vuelve al frente, donde muere heroicamente. Gana la Cruz de la Victoria.

## Reparto
- Madeleine Carroll – Livia Vaynol
- Brian Aherne – William Essex
- Louis Hayward – Oliver Essex
- Laraine Day – Maeve O'Riorden
- Henry Hull – Dermot O'Riorden
- Josephine Hutchinson – Nellie Moscrop Essex
- Sophie Stewart – Sheila O'Riorden